# Piermont (New Hampshire)
Cet article concerne la municipalité du New Hampshire. Pour le village de l'État de New York, voir Piermont (New York).
Piermont est une municipalité américaine située dans le comté de Grafton au New Hampshire. Selon le recensement de 2010, sa population est de 790 habitants.

## Géographie
La municipalité s'étend sur 39,85 milles carrés (103,21 km2), dont 1,38 milles carrés (3,57 km2) d'étendues d'eau.

## Histoire
La municipalité de Piermont est créée en 1764. Son nom fait référence au Piémont italien, que sa situation entre le Connecticut et les Montagnes blanches rappelle.